# Kanton Saint-Dizier-Centre
Kanton Saint-Dizier-Centre (fr. Canton de Saint-Dizier-Centre) byl francouzský kanton v departementu Haute-Marne v regionu Champagne-Ardenne. Tvořilo ho centrum města Saint-Dizier. Zrušen byl po reformě kantonů 2014.